# Maciej Bilicer (kanclerz)
Maciej Bilicer (ur. 20 listopada 1578 w Prudniku, zm. 28 marca 1620 w Karniowie) – śląski szlachcic z rodu Bilicerów, doktor obojga praw, książęcy brandenburski radca i kanclerz w Karniowie.

## Drzewo genealogiczne
| 4. Maciej Bilicer  |  |                               |  |  |                               |
|                    |  | 2. Maciej Bilicer (1550–1616) |  |  |                               |
| 5. Jadwiga Wilde   |  |                               |  |  |                               |
|                    |  |                               |  |  | 1. Maciej Bilicer (1578–1620) |
| 6. nieznany ojciec |  |                               |  |  |                               |
|                    |  | 3. Rosina Heinrich (zm. 1634) |  |  |                               |
| 7. nieznana matka  |  |                               |  |  |                               |
|                    |  |                               |  |  |                               |

## Życiorys
Był synem burmistrza Prudnika Macieja Bilicera i jego żony Rosiny Heinrich.
Studiował medycynę w Jenie, jednakże po zaprzyjaźnieniu się ze studentem Mikołajem Henelem, który również pochodził z Prudnika i dzielił pokój z Bilicerem, oboje zdecydowali zrezygnować z medycyny i podjąć studia prawnicze.
11 listopada 1608 ożenił się z Urszulą Biedermann, córką Carla Biedermanna. Mieli dwoje dzieci: Macieja i Hansa.
Posiadał tytuł doktora obojga praw, czyli kanonicznego i rzymskiego. Był książęcym radcą Rady Brandenburskiej, a od 1618 był kanclerzem księstwa karniowskiego w Karniowie.

## Prace
- De florentissima orientalis Silesiae civitate, Neostadio, quod nuper ab... Rom. Imper. Rudolpho II. ... redempto ditionis istius munere haereditario dotatum amplificatumque est Anno MDXCVII., carmen gratulatorium (1597)
- Positiones disp. XXII. de actionibus ex aliorum contractibus, delictis, damnis descendentibus; itemque procuratoribus, satisdationbus, vita actionum, deque exceptionibus, ex libro IV. Instit. imper. & concordantibus D. & C. titt. desumptae (1599)
- Disp. XIX. de furtis, vi bonorum raptorum, et L. Aquilia, ex imperialibus Institutionibus & concordantibus ff. & C. tt. deprompta (1599)
- Disputationes duae politicae de conversatione civili privata et publica (1600)
- Haec Problemata Historica Et Bellica Sub praesidio V. Cl. Eliae Revsneri Leorini ... propugnabit Matthias Bilizervs Neostad. Silesivs (1601)